# Midnight (Band)
Midnight ist ein amerikanisches Metal-Projekt, das von Jamie Walters 2003 in Cleveland, Ohio, gegründet wurde. Midnight spielt eine Mischung aus Black Metal, Speed Metal und Punk, die zumeist als Black ’n’ Roll bezeichnet wird. Walters ist unter dem Pseudonym Athenar das einzig konstante Mitglied und spielt bei Studioaufnahmen den Gesang und sämtliche Instrumente ein. Bei Live-Auftritten wird er von wechselnden Musikern begleitet. Charakteristisch für die Live-Auftritte von Midnight ist, dass die beteiligten Musiker ihr Gesicht mit Tüchern verhüllen.

## Geschichte
Nach der Auflösung der Punk-Band Boulder gründete Jamie Walters 2003 in Cleveland, Ohio, Midnight als Solo-Projekt. Wenig später veröffentlichte er das erste Demo, gefolgt von zahlreichen selbst produzierten Singles und EPs. Im Jahr 2011 erschien das Debütalbum Satanic Royalty bei Hells Headbangers Records. Nach zwei weiteren Studioalben wurde Midnight 2019 von Metal Blade Records unter Vertrag genommen und veröffentlichte noch im selben Jahr das vierte Studioalbum Rebirth by Blasphemy, das fünfte Studioalbum Let There Be Witchery erschien 2022 ebenfalls bei Metal Blade Records. Im Jahr 2020 zählte das Musikmagazin Rock Hard Midnight zu den „20 heißesten Bands“ der 2020er Jahre.
Die Live-Auftritte von Midnight werden als außergewöhnlich angesehen, Walters selber bezeichnet sie als „ungefilterte Wildheit“. Während seiner Live-Auftritte wird er von verschiedenen Live-Musikern begleitet, die unter ständig wechselnden Pseudonymen in Erscheinung treten. Dies waren in den ersten Jahren Filey The Kid (Shaun Filley, ex-NunSlaughter, E-Gitarre) und Count Zigar (Bob Zeiger, Schlagzeug). Aktuell wird Walters live u. a. von Commander Vanik (Shaun Vanek, E-Gitarre) und Secret Steel (Steve Dukuslow, Schlagzeug) begleitet.

## Diskografie

### Studioalben
- 2011: Satanic Royalty (Hells Headbangers)
- 2014: No Mercy for Mayhem (Hells Headbangers)
- 2017: Sweet Death and Ecstasy (Hells Headbangers)
- 2019: Rebirth by Blasphemy (Metal Blade Records)
- 2022: Let There Be Witchery (Metal Blade Records)
- 2024: Hellish Expectations (Metal Blade Records)
- 2025: Steel, Rust and Disgust (Metal Blade Records)

### Sonstige
- 2003: Midnight (Demo)
- 2003: Funeral Bell (EP, Outlaw Recordings)
- 2004: Leather Sleeve Demo (Demo)
- 2007: Midnight Violates You Live! (Live-EP, Selbstverlag)
- 2012: Satanic Royalty Demos (Demo, Say Hello to Mr Fist Records)
- 2013: Alive on the Streets of Cleveland! (Live-EP, Outlaw Recordings)
- 2015: No Mercy for Mayhem Demos (Demo, Home Taping Cruelties)
- 2021: Rehearsal Vomits (EP, Chained Records)
- 2023: Haunting the Masonic (Live-EP, Selbstverlag)

## Belege
1. ↑  Mandy Malon: Midnight. In: rockhard.de. Abgerufen am 16. August 2023.
2. ↑  Heißer als die Hölle: 20 Bands für die 20er Jahre. In: Rock Hard #395. März 2020.
3. ↑  Mandy Malon: Midnight: Bad Boy For Life. In: Rock Hard #417. Februar 2022.
4. ↑  Wolf-Rüdiger Mühlmann: Midnight: An alle Arschlöcher. In: Rock Hard #297. Januar 2012.
5. ↑  Chartquellen: DE (Abgerufen am 17. August 2023).